# جابر (اسم)
جابر هو اسم علم مذكر من أصل عربي.

## الأصل اللغوي
ومعناه هو اسم فاعل، بمعنى المصلح، أو مجبر العظم المكسور.

## شخصيات تحمل الاسم
- جابر بن عبد الله الأنصاري صحابي جليل
- جابر الأحمد الصباح (أمير دولة الكويت الثالث عشر والثالث بعد الاستقلال من المملكة المتحدة، 29 يونيو 1926[3][4] – 15 يناير 2006[3][4])
- جابر العويسي (لاعب كرة قدم عماني، 4 نوفمبر 1989 – )
- جابر المبارك الصباح (1860 – 5 فبراير 1917)
- جابر انصاري (لاعب كرة قدم إيراني، 10 يناير 1987[5] – )
- جابر بن أفلح (1100[6] – 1150)
- جابر بن حيان (عالم مسلم عربي، 721[7] – 815[7])
- جابر بن زيد (القرن 7 – 712)
- جابر بن عبد الله الصباح (1770 – 1859)
- جابر بن عبد الله بن عمرو بن حرام (صحابي وراوي حديث، 607 – 697)
- جابر مبارك الحمد الصباح (سياسي كويتي، 5 يناير 1942 – )

## وصلات خارجية
- موسوعة السلطان قابوس لأسماء العرب نسخة محفوظة 5 أبريل 2019 على موقع واي باك مشين.